# Ocupações soviéticas
Ocupação soviética é um termo usado para ocupação militar pela União Soviética do prelúdio ao rescaldo da Segunda Guerra Mundial. O nome é usado geralmente para ocupações de países do Leste Europeu.

## Variações
Alguns países comunistas criados após a Segunda Guerra Mundial, como a Albânia e a Iugoslávia, não foram ocupados pelas forças soviéticas, embora seus líderes tenham sido aprovados por Josef Stalin. Outros países foram deixados pelo Exército Vermelho após concluir suas operações militares, ou após vários anos de ocupação, como o Irã, Romênia, Coreia do Norte e China. Estes países foram finalmente capazes de conquistar a independência política significativa por parte da União Soviética. No entanto, a União Soviética interveio militarmente em várias ocasiões, como durante a Revolução Húngara de 1956, a Primavera de Praga, a invasão soviética do Afeganistão.
Alguns aspectos da ocupação soviética também têm sido descritos como ocupação civil como distinta da ocupação militar.
A União Soviética criou governos fantoches em alguns desses territórios e, em outros, derrubaram os governos locais devidos a meios considerados subversivos. Em alguns casos, a presença militar soviética começou imediatamente após a subjugar o território soviético, em outros, a vontade foi suportada por uma ameaça de invasão. Um exemplo importante de tal ameaça se materializar é a interrupção da Primavera de Praga em 1968.
Importante, dois países parcialmente ocupados pela União Soviética, Alemanha e Áustria, foram ocupados ao abrigo de um acordo com as Quatro Potências. O Irã foi ocupado em 1941 pelo conjunto das forças anglo-soviéticas. Os Estados Unidos e o Reino Unido, aliados da URSS contra a Alemanha nazista durante a Segunda Guerra Mundial, de facto, reconheceram a ocupação dos estados do Leste Europeu pela União Soviética na Conferência de Ialta, em 1945.

## Segunda Guerra Mundial

Durante a Segunda Guerra Mundial, a União Soviética anexou vários países como Repúblicas Socialistas Soviéticas, que originalmente foram efetivamente cedidos a ela pela Alemanha nazista em protocolos secretos do Pacto Molotov-Ribbentrop. Estes incluíram a Polônia Oriental (incorporadas em dois diferentes RSS), Letônia (tornou-se RSS da Letônia), a Estónia (tornou-se RSS da Estônia), da Lituânia (tornou-se RSS da Lituânia), parte da Finlândia Oriental (tornou-se RSS Carelo-Finlandesa)  e o leste da Romênia (tornou-se o RSS da Moldávia).

### Bessarábia e Bucovina do Norte
A União Soviética, que não reconhece a soberania da Roménia sobre a Bessarábia pois a união de 1918, emitiu um ultimato de 28 de junho de 1940 exigindo a retirada dos militares romenos e administração do território contestado, bem como a parte norte da província romena de Bucovina com uma ameaça implícita de invasão em caso de não-cumprimento. Sob a pressão de Moscou e Berlim, o governo romeno e as forças armadas recuaram para evitar a guerra. Adolf Hitler usou a ocupação soviética da Bessarábia para justificar a ocupação alemã da Iugoslávia e da Grécia e do ataque alemão à União Soviética.

### Estados Bálticos

Divisões planejadas e reais de acordo com o Pacto Molotov-Ribbentrop

Quando a Segunda Guerra Mundial começou em setembro de 1939, o destino dos países do Báltico já tinham sido decididos no Pacto de Não Agressão Alemão-Soviético e seu Protocolo Secreto Adicional de Agosto de 1939.
Nos Estados Bálticos - Estônia, Letônia e Lituânia -, as ocupações foram iniciadas pela União Soviética pressionando os três a aceitar bases militares soviéticas, ameaçando atacar imediatamente em caso de recusa. A União Soviética também tentou essa tática com a Finlândia, no entanto, a Finlândia recusou-se, iniciando a Guerra de Inverno, e mais tarde, a Guerra da Continuação.
Logo após a criação destas bases, as forças militares soviéticas deixaram-os e ultrapassaram os sistemas políticos desses países. No entanto, todos os três estados bálticos tomaram medidas específicas para manter de pé as repúblicas legais, levando aos E.U.A. e outras democracias ocidentais a não reconhecer explicitamente a legalidade das ocupações pela Doutrina Stimson e princípios relacionados. Isto permitiu eventual restauração da República da Estônia, da República da Letônia e da República da Lituânia ao abrigo da doutrina da continuidade destas repúblicas porque já existiam antes da Segunda Guerra Mundial.
Outro aspecto dessas ocupações, é que foram cortadas pela metade o sucesso das ações militares da Alemanha na Frente Oriental. Todos os três estados bálticos, tendo sido ocupado pela União Soviética, foram ocupados pela Alemanha entre 1941-1944 e ficaram sob administração através do Reichskommissariat Ostland. Diferenças significativas entre os estilos de administração da União Soviética e da Alemanha nazista - uma vez aliados - levou a um número significativo de nativos dos três países a se alinharem com a Alemanha para o único objetivo de estagnação e, possivelmente, a prevenção, de outra ocupação soviética.
Durante a ocupação, a União Soviética cometeu assassinatos, elaborados (de forma ilegal sob a lei internacional) pelo Exército Vermelho e deportou centenas de milhares de pessoas. Além disso, tentou fazer valer os ideais do comunismo; a União Soviética deliberadamente desmantelou as estruturas sociais e económicas existentes e impôs novas hierarquias "ideologicamente puras". Isto retardou gravemente as economias de todos os três Estados bálticos.
Após o colapso da União Soviética, a luta pela independência dos Estados bálticos chegou a uma conclusão, as soberanias dos países foram restauradas em 1991. Os últimos soldados soviéticas se retiraram dos Estados Bálticos em agosto de 1994.

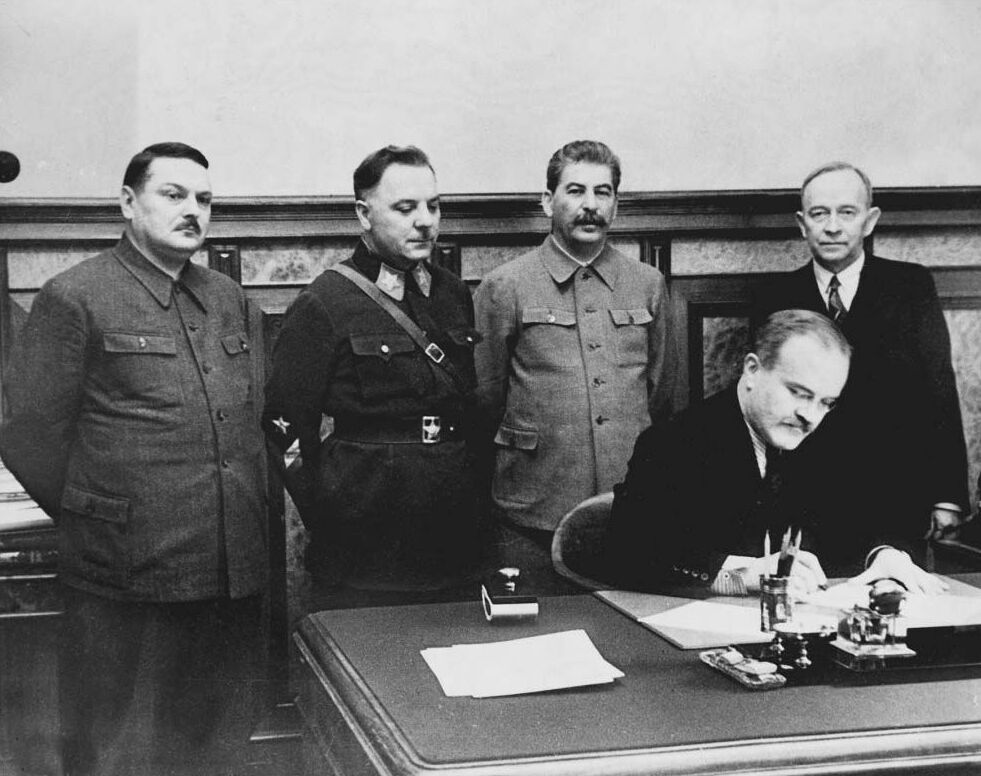
Molotov assina um acordo entre a União Soviética e o Estado fantoche de curta duração a República Democrática da Finlândia, que existiu em todos os territórios ocupados durante a Guerra de Inverno

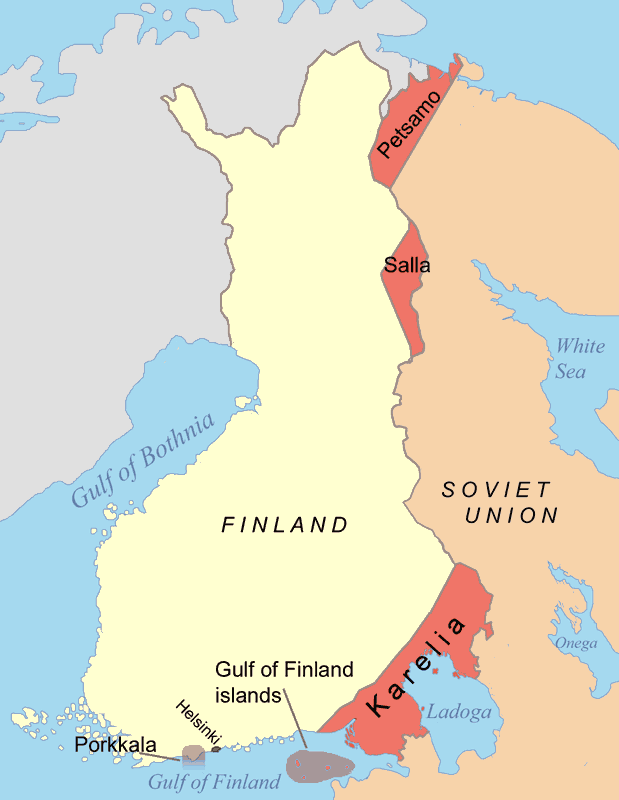
Áreas cedidas pela Finlândia à União Soviética. Porkkala voltou para a Finlândia em 1956

Embora a União Soviética, condenasse o Pacto Molotov-Ribbentrop de 1939 - o precursor imediato da ocupação -, a partir de 2007 a política da Rússia passou a negar que os eventos envolvidos constituíram ocupação e que são ilegais nos termos aplicáveis das leis (internacionais).

### Território finlandês
A União Soviética exigiu um acordo em que a Finlândia movia a fronteira mais longe de Leningrado. Também exigia a Finlândia a anexação da península Hanko (ou território similar na entrada do golfo da Finlândia) para a URSS para a criação de uma base naval ali.
Todavia, a Finlândia recusou, e a União Soviética invadiu a Finlândia, iniciando a Guerra de Inverno. Nos territórios ocupados pela União Soviética na Carélia finlandesa, que criaram a República Democrática da Finlândia (em finlandês: Suomen tasavalta kansanvaltainen), um regime fantoche soviético de curta duração. Os soviéticos também ocuparam Petsamo no Norte durante a guerra. Mais tarde, a Finlândia foi forçada a ceder parte da Carélia finlandesa no Tratado de Paz de Moscou de 12 de março de 1940. O território incluia a cidade de Vyborg (segunda maior cidade do país), muitos dos territórios industrializados da Finlândia, e partes importantes ainda detidss pelo exército da Finlândia: quase 10% da Finlândia pré-guerra. Cerca de 422 mil carelianos - 12% da população da Finlândia - perderam suas casas; militares e civis remanescentes foram evacuados às pressas. A Finlândia também teve de ceder uma parte da área de Salla, península Kalastajansaarento no mar de Barents e quatro ilhas do golfo da Finlândia. As áreas cedidas, foram integradas na República Autônoma Socialista Soviética da Carélia para formar o RSS Carelo-Finlandesa.
Quando as hostilidades recomeçaram na Guerra da Continuação, a União Soviética ocupou Petsamo mais uma vez em 1944, mas em outro lugar seu avanço foi interrompido antes que pudessem entrar em território finlandês. Desta vez, Petsamo todo foi cedido à União Soviética pela Finlândia no Armistício de Moscou.

## Outras ocupações durante a Segunda Guerra Mundial

### Bornholm
A ocupação soviética de Bornholm entre 1944-1946, tropas soviéticas ocuparam o norte da Noruega e a ilha dinamarquesa de Bornholm, estrategicamente situadas na entrada do mar Báltico. Os norte-americanos viram essas forças como objetivo estabelecer uma reivindicação de direitos de base soviética.
Bornholm foi fortemente bombardeada pelas forças soviéticas em maio de 1945. Gerhard von Kamptz, o oficial superior alemão responsável não apresentou uma capitulação por escrito, conforme exigido pelos comandantes soviéticos, vários aviões soviéticos implacavelmente bombardearam e destruíram mais de 800 casas de civis em Rønne e Nexø e seriamente feriram mais de 3000 durante 7-8 de maio de 1945. Em 9 de maio, as tropas soviéticas chegaram à ilha e, após uma pequena luta da guarnição alemã se renderam. Forças soviéticas deixaram a ilha em 5 de abril de 1946.

### Ocupação anglo-soviética do Irã
A invasão anglo-soviética do Irã foi a invasão do Irã por forças britânicas e do Commonwealth e da União Soviética, batizada como Operação Rosto, de 25 de agosto - 17 de setembro de 1941. O objetivo da invasão era assegurar os campos de petróleo do Irã e garantir linhas de alimentação (ver: Corredor persa) para os soviéticos lutar contra a Alemanha nazista na Frente Oriental.

## Fim da Segunda Guerra Mundial

Mapa do Bloco do Leste

No final da Segunda Guerra Mundial, os soviéticos ocuparam vários outros estados que foram convertidos em Estado satélite, como a República Popular da Polônia, a República Popular da Hungria, a República Socialista da Checoslováquia, a República Popular da Romênia, a República Popular da Albânia, e depois a Alemanha Oriental a partir da zona de ocupação soviética alemã.

### Hungria
Em julho de 1941, o Reino da Hungria, um membro do Pacto Tripartite, participou da Operação Barbarossa, em aliança com a Alemanha nazista. As forças húngaras lutaram ombro a ombro com a Wehrmacht e avançaram através da RSS da Ucrânia para a Rússia, até o fim em Stalingrado. No entanto, até o final de 1942, o Exército Vermelho soviético começou a empurrar a Wehrmacht através de uma série de ofensivas que precedeu a invasão do Exército Vermelho em território húngaro entre 1943 a 1944. Em setembro de 1944, as forças soviéticas cruzaram a fronteira com a Hungria, lançando a Ofensiva de Budapeste. À medida que o exército húngaro ignorou o armistício com a URSS, assinado pelo governo de Miklós Horthy em 15 de outubro de 1944, os soviéticos abriram caminho para o oeste mais contra as tropas húngaras e seus aliados nazistas capturando a capital em 13 de fevereiro de 1945. Operações continuaram até 4 de abril de 1945, quando as últimas forças nazistas e as tropas restantes da Hungria leais aos alemães foram derrotadas fora do país.
Os soviéticos fizeram a certeza de que um governo pós-guerra fiel, dominado pelos comunistas, fosse instalado no país antes da transferência da autoridade da força de ocupação às autoridades húngaras. A presença de tropas soviéticas no país foi regulamentada pelo tratado de assistência mútua celebrado em 1949 entre os governos soviético e húngaro.
A Revolução Húngara de 1956 foi uma revolta espontânea em todo o país contra o governo comunista da Hungria e as políticas impostas pelos soviéticos. Depois de anunciar a disposição de negociar a retirada das forças soviéticas, o Politburo soviético mudou de ideia. Em 4 de novembro de 1956, uma grande força militar conjunta do Pacto de Varsóvia liderado por Moscou, entrou em Budapeste para esmagar a resistência armada, matando milhares de civis no processo.
Após o colapso da União Soviética, o último soldado soviético deixou o país em 1991, terminando assim a presença militar soviética na Hungria.

### Polônia

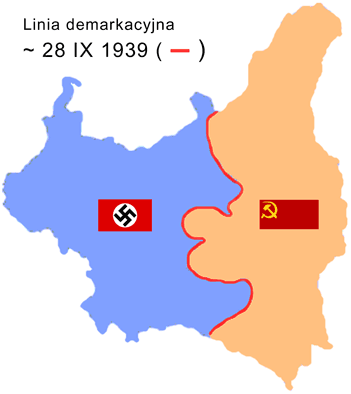
Fronteiras temporárias criadas pelos exércitos alemães e soviéticos durante a invasão da Polônia. A fronteira foi posteriormente ajustada pela diplomacia entre os governos invasores

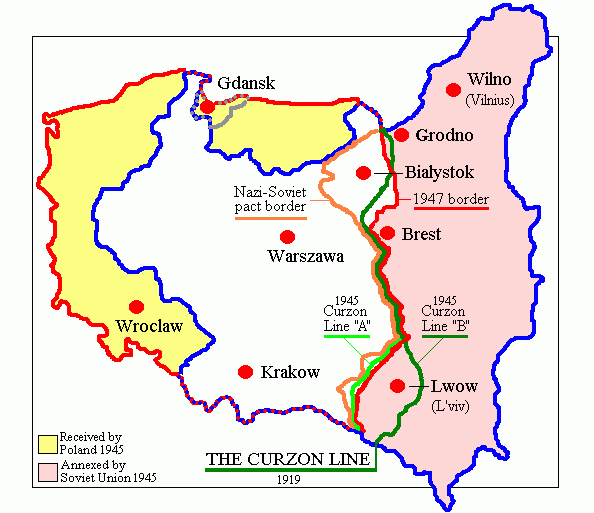
A Linha Curzon e as alterações territoriais da Polônia entre 1939 e 1945

A Polônia foi o primeiro país a ser ocupado pela União Soviética durante a época da Segunda Guerra Mundial.
Sob o Pacto Molotov-Ribbentrop, a aliança da União Soviética e a Alemanha nazi designou a Polônia para ser dividida em dois conjuntos durante a invasão da Polônia. Em 1939, a área total do território polonês ocupado pela União Soviética (incluindo a área dada a Lituânia e anexada em 1940 durante a formação da RSS da Lituânia), era de 201.015 km quadrados, com uma população de 13.299.000, dos quais 5.274.000 eram poloneses étnicos e 1.109.000 eram judeus.
Após o término da Segunda Guerra Mundial, a União Soviética manteve a maior parte dos territórios ocupados em 1939, enquanto os territórios com uma área de 21.275 km quadrados, com 1,5 milhões de habitantes foram devolvidos ao controle da Polônia comunista, nomeadamente, as áreas perto de Białystok e Przemyśl. Entre os anos de 1944 a 1947, mais de um milhão de poloneses foram reinstalados a partir dos territórios anexados pela Polónia (principalmente nos Territórios Recuperados).
As tropas soviéticas (o Grupo das Forças do Norte) ficaram estacionados na Polônia a partir de 1945 até 1993. Foi somente em 1956, que os acordos oficiais entre o regime comunista na Polônia criados pelos próprios soviéticos e a União Soviética reconheceram a presença dessas tropas, daí muitos estudiosos poloneses aceitaram o uso do termo "ocupação" para o período de 1945 a 1956. Outros estudiosos datam a ocupação soviética até 1989. O Governo polonês no exílio existiu até 1990.

### Romênia
Já em março de 1939, sob a "pesada pressão das circunstâncias" o Reino da Romênia, assinou um tratado de comércio com o Terceiro Reich, que, segundo a Revista Time "finalmente deverá reduzir, se não acabar com todo o comércio entre a Romênia e outros Estados". "Em nenhum momento dos tempos modernos um Estado fez tais concessões econômicas humilhantes de longo alcance para o outro como o rei da Romênia Carlos II fez em Bucareste, na semana passada para o Dr. Helmuth Wohlthat, o intermediário ambulante do Führer Hitler". Para conter a ocupação da União Soviética da Bessarábia e Bucovina do Norte, que começou com um ultimato de 26 de junho de 1940, a Roménia procurou outras alianças que as tradicionais garantias de segurança francesas e britânicas, ou seja, com a Alemanha, que acabaram por se mostrar ilusórias.
Em 1 de julho de 1940, a Romênia renunciou à garantia anglo-francesa que data de 13 de abril de 1939, e três dias depois o primeiro-ministro da Roménia Ion Gigurtu tornou-se pró-alemão; em 11 de julho retirou a Roménia da Liga das Nações, e em 13 de Julho anunciou seu desejo de entrar para o Eixo. A partir de 5 de julho de 1940, a Roménia aliou-se com a Alemanha nazista, apenas para ser invadida entre 1940 a 1941 pelo seu "aliado" como parte da estratégia de Hitler para criar uma ampla Frente Oriental contra a União Soviética. Em Junho de 1941, uma grande parte do exército romeno participou a invasão do Eixo da União Soviética. Após um rápido sucesso inicial das forças do Eixo, a Romênia recapturou as províncias do norte da Bessarábia e Bucovina (que tinham sido ocupadas pelos soviéticos no ano anterior), e partes ocupadas do sul da Ucrânia, entre os rios Dniester e Sul Buh. Além disso, a ditadura romena de Ion Antonescu continuou a lutar lado a lado com as forças da Alemanha nazista em outros lugares na Frente Oriental. Em 1942 e 1943, a maré da guerra mudou quando o Exército Vermelho reconquistou território que havia perdido em 1941. Em 1944, os soviéticos chegaram ao sua fronteira ocidental da pré-invasão e avançou para o oeste levando a derrota da Alemanha e seus aliados. Foi no âmbito desses eventos que as forças soviéticas na Batalha da Romênia (Agosto de 1944) continuou a avançar para oeste, atingindo a capital Bucareste, em 31 de agosto. Em 23 de agosto de 1944, na Romênia, o rei Miguel I lançou um golpe de Estado que derrubou o governo pró-nazista de Antonescu e comutou a Romênia aos Aliados.

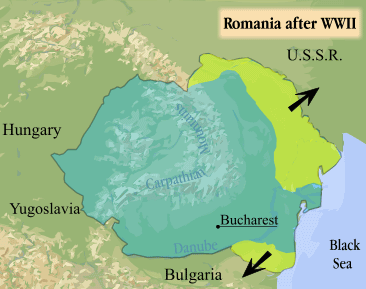
Roménia após a Segunda Guerra Mundial, com indicação dos territórios perdidos

A "ocupação soviética" se refere ao período entre 1944 e 1958, quando as tropas soviéticas estavam estacionadas neste país. Em 12 de setembro de 1944, com o Exército Vermelho já controlando grande parte do território da Roménia, um acordo de armistício entre a Roménia e a URSS foi assinado, em que a Roménia retrocedeu os territórios por ela administrados no início da guerra, e submeteu-se a uma comissão constituída pelos aliados da União Soviética, os Estados Unidos e o Reino Unido. No território, ficou o comando militar soviético, e não os aliados ocidentais, que de facto exerciam autoridade dominante. A presença e a livre circulação das tropas soviéticas era expressamente prevista na convenção.
Os termos do Acordo de Armistício cessaram em 15 de setembro de 1947, quando as condições do Tratado de Paz de Paris entraram em vigor. O novo tratado estipulava a retirada de todas as forças aliadas da Romênia, com uma isenção importante que essa retirada fosse "sem prejuízo do direito da União Soviética, de manter em território romeno, tais como as forças armadas que sejam necessárias para a manutenção das linhas de comunicação do Exército Soviético com a zona de ocupação soviética na Áustria. "
Na sequência do acordo a presença soviética caiu de 130 mil soldados (o pico em 1947) para cerca de 30.000. As tropas foram totalmente retiradas até agosto de 1958.

### Bulgária
Em 5 de setembro de 1944, a União Soviética declarou guerra à Bulgária e invadiu o país. Nos três dias os soviéticos ocuparam a parte nordeste da Bulgária, juntamente com Varna e Burgas, as principais cidades portuárias. Em 8 de setembro de 1944, a Bulgária mudou de lado na guerra e juntou-se à União Soviética na guerra contra a Alemanha nazista. Garrison, com destacamentos policiais Zveno, derrubou o governo na véspera de 9 de setembro, depois de tomar pontos-chaves estratégicos em Sófia e prender os ministros. Um novo governo da Frente Patriótica foi nomeado em 9 de setembro com Kimon Georgiev como primeiro-ministro.

### Alemanha

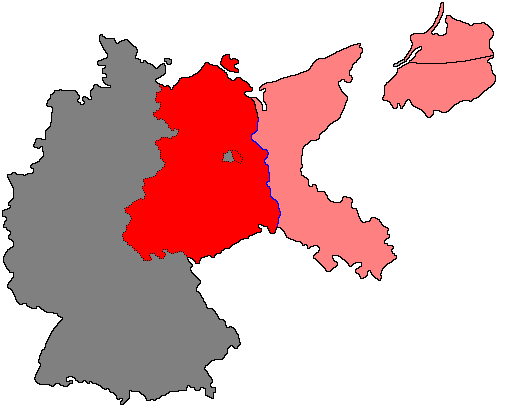
Território da zona de ocupação soviética, a vermelho; em cor-de-rosa o território alemão a leste da linha Oder-Neisse anexado pela União Soviética e pela República Popular Polaca

A zona de ocupação soviética da Alemanha foi a área da Alemanha do Leste ocupada pela União Soviética em 1945. Em 1949, tornou-se a República Democrática Alemã, mais conhecido como Alemanha Oriental.
Em 1955, a república foi declarada pela União Soviética como sendo plenamente soberana, no entanto, permaneceram as tropas soviéticas, com base no Acordo de Potsdam das quatro potências. Enquanto as tropas da OTAN mantiveram-se em Berlim Ocidental e na Alemanha Ocidental, a Alemanha Oriental e Berlim, em particular tornou-se focos de tensões da Guerra Fria.
A barreira de separação entre a Alemanha Oriental e a Alemanha Ocidental, o Muro de Berlim conhecido na União Soviética e no Leste da Alemanha como o "Plataforma de Proteção Anti-Fascista", foi construída em 1961.
O Tratado sobre a resolução final a respeito da Alemanha, assinado em Moscou, mandatou a retirada de todas as forças soviéticas da Alemanha até o final de 1994. A conclusão da resolução final abriu o caminho para a reunificação da Alemanha Oriental e Ocidental. A união política formal ocorreu em 3 de outubro de 1990.

### Áustria

Zonas de ocupação em Austria

A ocupação soviética da Áustria ocorreu entre 1945 a 1955. No final da guerra, a Áustria e Viena foram divididos em quatro zonas de ocupação, seguindo os termos da Conferência de Potsdam. O país foi reservado para a exploração econômica pesada. A União Soviética expropriou mais de 450 empresas, anteriormente de propriedade alemã.
Em 15 de maio de 1955, o Tratado do Estado Austríaco foi assinado, que institui oficialmente a independência e a soberania da Áustria. O tratado foi promulgado em 27 de julho, e as últimas tropas aliadas deixaram o país em 25 de Outubro.

## Pós-Segunda Guerra Mundial

### Hungria
As forças soviéticas intervieram sobre os acontecimentos da Revolução Húngara de 1956 e suprimiram o movimento por reforma.

### Checoslováquia
Em 1948, o Partido Comunista da Checoslováquia, ganhou uma grande parcela dos votos na política da Checoslováquia, levando a um período comunista sem a presença militar soviética imediata. A década de 1950 foi caracterizada como um período repressivo na história do país, mas por 1960, a liderança local socialista tinha feito um curso em direção a reformas econômicas, sociais e políticas. No entanto, um número significativo de comunistas checos, juntamente com a agência de segurança checa, conspiraram contra a introdução limitada dos sistemas de mercado, as liberdades pessoais e de renovação das associações civis (ver: Primavera de Praga), aproveitando o apoio russo para reforçar as posições do Partido Comunista.
Leonid Brejnev, secretário geral do Partido Comunista da União Soviética, reagiu a estas reformas, ao anunciar a Doutrina Brejnev, em 21 de agosto de 1968, cerca de 750 000 soldados do Pacto de Varsóvia, a maior parte da União Soviética, Polônia, Bulgária, Alemanha Oriental e Hungria, com tanques e metralhadoras ocuparam a Checoslováquia; milhares de pessoas foram deportadas e rapidamente descarrilou todas as reformas. A maioria das grandes cidades foram, individualmente, invadidas, porém, a atenção primária à invasão concentrou-se em Praga, em especial aos órgãos do Estado, a televisão e a rádio checa.
O governo checoslovaco realizou uma sessão de emergência, e em voz alta expressou seu desacordo com a ocupação. Muitos cidadãos uniram-se em protestos, e setembro de 1968, pelo menos 72 pessoas morreram e centenas ficaram feridos em conflitos. No pouco tempo depois da ocupação, que pôs fim a qualquer esperança que a Primavera de Praga fosse criada, cerca de 100 000 pessoas fugiram da Checoslováquia. Durante todo o tempo da ocupação, mais de 700 000 pessoas, incluindo parte significativa da intelligentsia da Checoslováquia. Os comunistas responderam, revogando a cidadania tcheca de muitos desses refugiados e os proibiram de retornar à sua pátria.
Em uma reunião do Conselho de Segurança das Nações Unidas, Yakov Malik, embaixador soviético nas Nações Unidas emitiu uma declaração, afirmando que a intervenção militar foi uma resposta a um pedido do governo da Tchecoslováquia. A União Soviética como membro permanente do Conselho de Segurança - com direito a veto -, foi capaz de contornar quaisquer resoluções das Nações Unidas para pôr fim à ocupação.
O final da Primavera de Praga tornou-se claro, até Dezembro de 1968, quando um novo Presidium do Partido Comunista da Checoslováquia aceitou as instruções do chamado Desenvolvimento Crítico do País e da Sociedade após o XIII Congresso do Partido Comunista da Checoslováquia. Sob o disfarce de "normalização" todos os aspectos do neostalinismo foram devolvidos à vida política e econômica cotidiana.
A ocupação soviética da Checoslováquia só terminou em 1990, pouco antes do colapso da União Soviética. Os últimos soldados de ocupação abandonaram o país em 21 de junho de 1991.
Em 1987, o líder soviético Mikhail Gorbachev reconheceu que sua política de liberalização da glasnost e perestroika deviam muito ao socialismo com uma face humana de Alexander Dubček. Quando lhe perguntaram qual era a diferença entre a Primavera de Praga e sua próprias reformas, Gorbachev respondeu: "Dezenove anos".
Vladimir Putin afirmou que sente a responsabilidade moral para os eventos de 1968 e que a Rússia condena-os durante sua visita a Praga.

### Coreia
A ocupação soviética da Coreia ocorreu entre 1945 a 1948. Em agosto de 1945, o exército soviético estabeleceu a Autoridade Civil Soviética para administrar o país até que um regime nacional, pudesse ser estabelecido. Comissões provisórias foram criadas em todo o país pondo os comunistas em posições-chave. Em Fevereiro de 1946, um governo provisório chamado de Comitê Provisório Popular para a Coreia do Norte foi formado com Kim Il-sung. As forças soviéticas partiu em 1948, e alguns anos mais tarde, em uma tentativa de unir a Coreia sob o regime comunista, fez estourar a Guerra da Coreia.

### Afeganistão

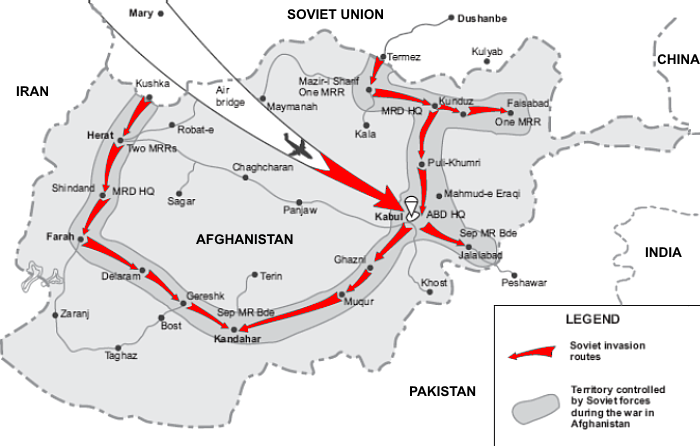
A invasão soviética no final de dezembro de 1979

A ocupação soviética do Afeganistão ocorreu entre 1979 a 1989. A invasão soviética do Afeganistão começou em 24 de dezembro de 1979. Organizaram uma ponte aérea militar maciça em Cabul, envolvendo estimadas 280 aeronaves de transporte e 3 divisões de quase 8.500 homens cada. Dentro de dois dias, tinham garantido Cabul, a implantação de uma unidade especial de ataque soviético contra o Palácio Darulaman, onde os elementos do exército afegão leais a Hafizullah Amin colocaram uma feroz, mas breve resistência. Com a morte do ditador no palácio, Babrak Karmal, líder exilado da facção Parcham do PDPA foi instalado pelos soviéticos como novo chefe de governo do Afeganistão.
O auge da luta veio entre 1985 a 1986. As forças soviéticas iniciaram seus maiores e mais eficazes ataques a sobre as linhas de abastecimento mujahedin adjacente ao Paquistão. Grandes campanhas também tinham forçado os mujahedin a defensiva perto de Herat e Candaar. Em 15 de fevereiro de 1989, os últimos soldados soviéticos partiram do Afeganistão.